# Fernando Fernández de Velasco
Fernando Fernández de Velasco (29 mai 1835 - 30 novembre 1912) était un journaliste et homme politique traditionaliste espagnol.

## Biographie
Ses parents étaient Luis Fernando Fernández de Velasco y de la Sota Herrera et Jacinta Pérez de Soñanes y Villegas, tous deux descendants de familles nobles de Cantabrie. Leur idéologie royaliste entraîna l'exil de la famille en France, où Fernando passa la majeure partie de son enfance. Après leur retour en Espagne, il acheva ses études à Villacarriedo et obtint une licence en droit à l'Université de Madrid.

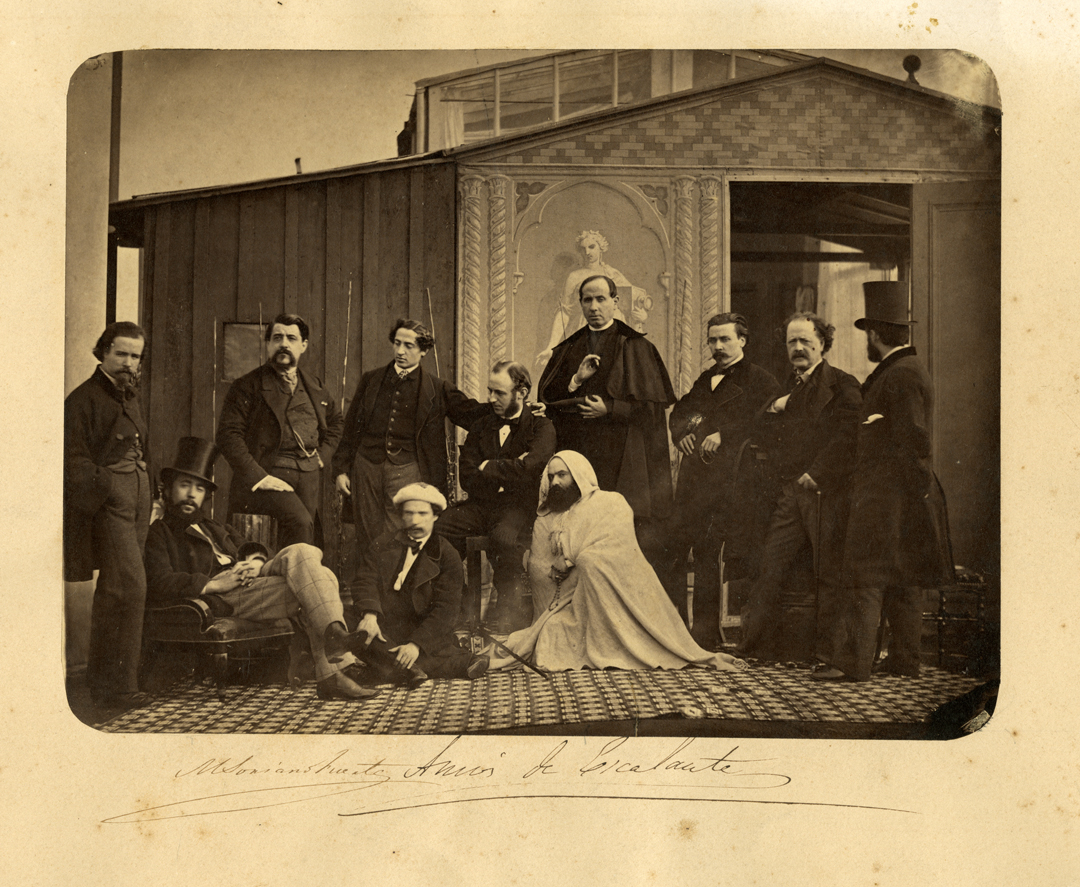
Fernández de Velasco avec Amós de Escalante, Pedro Antonio de Alarcón et d'autres artistes espagnols au studio d'Altobelli-Molins (Rome, 1861)

Il se rendit à Rome tout en travaillant à l'ambassade espagnole près le Saint-Siège. Pendant son séjour là-bas, il continua à pratiquer le droit et se lança dans les beaux-arts, se distinguant en tant que peintre et critique d'art renommé. De retour en Espagne, il fut fait chevalier de l'Ordre de Calatrava en 1863 et se consacra entièrement à la défense de l'idéologie traditionaliste, tant par la presse que par des actions politiques.
Il fut élu député pour Santander en 1867 en tant que membre de la faction traditionaliste dirigée par Cándido Nocedal au Congrès espagnol, devenant l'un de ses représentants les plus vocaux. Après le renversement d'Isabelle II par la révolution de 1868, Fernández de Velasco se rangea du côté du prétendant Don Carlos. Il se présenta comme candidat à l'assemblée constituante aux élections générales espagnoles de 1869, mais fut vaincu.

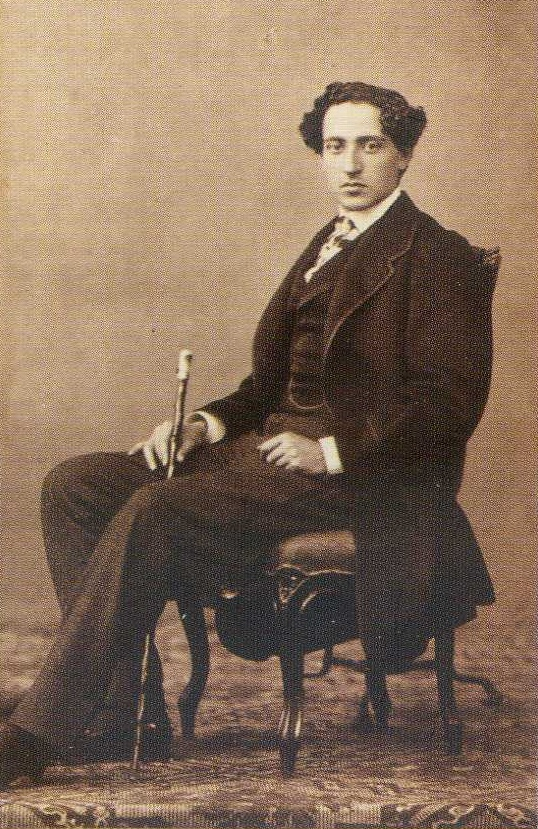
Fernando Fernández de Velasco, vers 1860

Il collabora activement à l'organisation des forces carlistes de Cantabrie et fut désigné président de la junte provinciale de la Communion Traditionaliste. Peu avant le déclenchement de la Troisième Guerre carliste, il fut nommé subcommissaire royal de Cantabrie. En 1872, il présida le conseil de guerre cantabrique, organisa le recrutement local et parvint à lever deux bataillons d'infanterie, un escadron de cavalerie et deux compagnies qui participèrent à diverses actions militaires en La Montaña et au Pays basque.
Une fois la guerre civile terminée, il s'exila en France en 1876, où il vécut jusqu'à l'indulto qui permit aux carlistes exilés de revenir en Espagne. Il continua à défendre le traditionalisme à travers ses écrits dans La Verdad et El Siglo Futuro.
Après le schisme traditionaliste, il rejoignit le Parti Intégriste, aidant Ramón Nocedal à organiser le nouveau mouvement et menant de nombreuses campagnes de presse visant à promouvoir l'intégrisme en Espagne. Sur ses dernières années, il se retira dans son palais familial à Villacarriedo, où il décéda en 1912.

## Œuvres
- Discurso escrito por Don Fernando Fernández de Velasco, sobre la Tesis XIV. Aprobado por la Censura y aceptado por la Junta Central para ser leído en sesión pública del Congreso Católico de Zaragoza (Madrid, 1890)
- Don Juan Fernández de Isla, sus empresas y sus fábricas (Madrid, 1901)
- Observaciones sobre el proyecto de Ferrocarril entre Burgos y Santander (Madrid, 1908)